# Herb Jabłonkowa

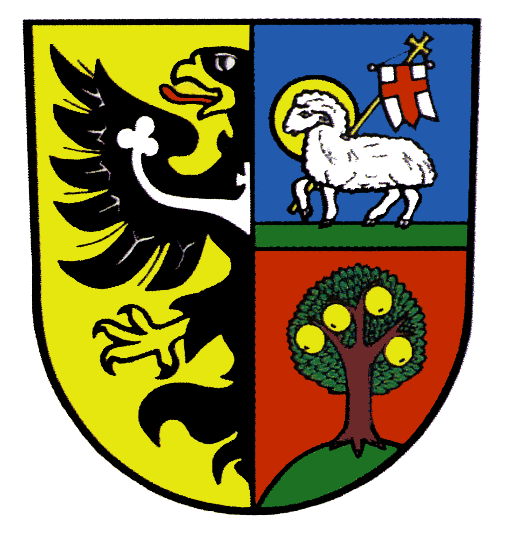
Herb Jabłonkowa

Herb Jabłonkowa - herb miasta Jabłonków w kraju morawsko-śląskim w Czechach.
Obecny trójpolowy herb został ustalony przywilejem cesarza Franciszka Józefa I w dniu 9 października 1894 roku. Składa się z połowy czarnego orła dolnośląskiego z czerwonym językiem i srebrną zbroją po lewej stronie. Po prawej zaś z Baranka Wielkanocnego w złotej aureoli w drugim polu i zielonej jabłoni w trzecim jako herbu mówiącego miasta. Kontrowersyjne jest użycie herbu Piastów dolnośląskich tj. czarnej orlicy na złotym tle (symbolizuje on Dolny Śląsk, jednak w herbie Czech symbolizuje ona cały Śląsk), zamiast orła Piastów cieszyńskich – złotego na tle błękitnym.